# Appignano del Tronto
Appignano del Tronto település Olaszországban, Marche régióban, Ascoli Piceno megyében. Lakosainak száma 1660 fő (2023. január 1.). Appignano del Tronto Ascoli Piceno, Castignano, Castel di Lama és Offida községekkel határos.

## Népesség
A település népességének változása:
| Lakosok száma | 1785 | 1767 | 1660 |
|               | 2017 | 2018 | 2023 |